# Northern Pacific Railway
La Northern Pacific Railway  era una società ferroviaria statunitense che esercì una rete di linee ferroviarie costruite nel territorio centro-settentrionale degli Stati Uniti, attraversando l'Idaho, il Minnesota, il Montana, il Dakota del Nord, l'Oregon, il Washington e il Wisconsin e linee internazionali in Canada per Winnipeg, Manitoba e la Columbia Britannica.
La sua costituzione venne approvata dal Congresso del 1864 che stanziò 40 000 000 acri di terreno che furono venduti per raccogliere i fondi necessari alla costruzione delle linee. Le costruzioni iniziarono nel 1870 e la linea principale fu aperta, dai Great Lakes al Pacifico, con la cerimonia del chiodo d'oro, apposto dal presidente Ulysses Grant in Montana l'8 settembre 1883. La rete ferroviaria lunga circa 10 900 km si stese su una larga area di Idaho, Minnesota, Montana, Nord Dakota, Oregon, Washington e Wisconsin. Furono aggiunte anche tratte internazionali per Winnipeg, Manitoba, Canada.
Fu la prima ferrovia transcontinentale nella parte settentrionale degli Stati Uniti. La sede principale della Northern Pacific era in Minnesota, dapprima a Brainerd, poi a Saint Paul. Ebbe una storia economica piuttosto tumultuosa; nel 1970 si fuse con altre compagnie formando la Burlington Northern Railroad, confluita nel 1996 in BNSF Railway.

## Storia

Mappa dei terreni stanziati alla Northern Pacific

### Prodromi
La compagnia nordamericana "Northern Pacific" nacque il 2 luglio 1864 con l'intento di realizzare la prima ferrovia transcontinentale del nord degli Stati Uniti e collegare la regione dei Grandi Laghi allo stretto di Puget. Ottenne allo scopo la concessione di 190 000 km² di terreno in cambio della costruzione di una ferrovia verso le aree disabitate. Josiah Perham, che diede il suo nome alla città di Perham, in Minnesota, fu nominato primo presidente della compagnia il 7 dicembre 1864.
Nel corso dei sei anni successivi la compagnia cercò di ottenere finanziamenti; Perham fu quindi sostituito da John Gregory Smith il 5 gennaio 1866, ma i lavori ebbero inizio solo il 15 febbraio 1870 a Thompson Junction, a 40 km ad ovest di Duluth, in Minnesota. Intanto, il 6 maggio 1869, veniva inaugurata la prima ferrovia transcontinentale frutto degli sforzi congiunti di Central Pacific Railroad e di Union Pacific Railroad.

### Il progetto inizia a decollare
Il difficile reperimento dei capitali rendeva lento il progresso dei lavori fino all'arrivo del finanziere Jay Cooke nel 1870. 

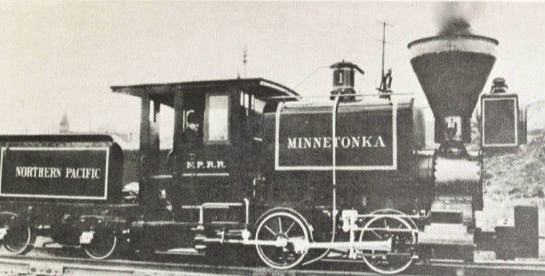
Locomotiva Minnetonka

Nel corso del 1871, la Northern Pacific si spinse verso ovest fino a raggiungere il Dakota del Nord. I lavori procedettero tra stagni, paludi e fitte foreste rallentando di sei mesi l'arrivo in Minnesota. Iniziarono anche i lavori sul tratto nord da Kalama, nello stato di Washington, lungo il fiume Columbia fuori Portland (Oregon), verso lo stretto di Puget. Vennero quindi acquistate quattro piccole locomotive denominate Minnetonka, Itaska, Ottertail e St. Cloud la prima delle quali giunse via mare a Kalama attraverso Capo Horn. In Minnesota, la Lake Superior and Mississippi Railroad completò la costruzione della sua linea, di 155 miglia, tra Saint Paul, nel Minnesota, e il lago Superiore a Duluth nel 1875. Venne affittata alla Northern Pacific l'anno seguente e infine assorbita.
La Northern Pacific Railroad raggiunse Fargo, in Dakota del Nord, all'inizio di giugno 1872. Un anno dopo venne raggiunta la sponda del fiume Missouri a Edwinton. Ad ovest i binari proseguirono per 25 miglia a nord di Kalama. A Brainerd, in Minnesota, venne stabilita la sede e i magazzini.

### Il panico del 1873 e la bancarotta
Durante i lavori si verificarono numerosi attacchi di varie tribù quali Sioux, Cheyenne, Arapaho e Kiowa in Dakota del Nord e in Minnesota e divennero così frequenti da richiedere la protezione dell'esercito. I rilevamenti in Dakota del Nord venivano protetti da un contingente armato di 600 uomini agli ordini del generale Winfield Scott Hancock.
L'avanzata dei binari procedeva a ritmo piuttosto elevato; dall'est raggiunsero il fiume Missouri il 4 giugno 1873. Tacoma (Washington) fu scelta come terminale ovest il 14 luglio.
Nel 1873 avvenne il crollo del mercato azionario e un collasso finanziario innescato dallo scandalo del Crédit mobilier e dalla frode della Union Pacific Railroad; come conseguenza si bloccarono le costruzioni ferroviarie per circa 12 anni. La società finanziaria "Jay Cooke and Company" aveva provveduto per tre anni i fondi per la costruzione della Northern Pacific. Ma i costi della ferrovia "transcontinentale" attraverso territori ancora selvaggi erano stati ampiamente sottostimati. Nonostante il successo delle operazioni finanziarie, Cooke si era spinto troppo in avanti. Il 18 settembre 1873 la Cooke and Company era sull'orlo della bancarotta. Subentrò il cosiddetto panico del 1873 che si estese a tutti gli Stati Uniti dando inizio ad una depressione economica che paralizzò o danneggiò le nuove compagnie. La Northern Pacific sopravvisse ancora qualche tempo grazie alle misure di austerità messe in opera dal suo presidente George Washington Cass e completò la linea da Kalama a Tacoma prima della fine dell'anno. Il 16 dicembre il primo treno giunse a Tacoma.
Il 30 giugno 1875 fu dichiarata bancarotta, Cass rassegnò le dimissioni lasciando il posto a Charles Barstow Wright, quarto presidente della compagnia.
Nel 1877 ripresero in sordina le costruzioni; la Northern Pacific attivò una diramazione per Puyallup e verso le miniere di carbone di Wilkeson, in territorio dello stato di Washington. Attraverso Tacoma il carbone veniva così trasportato a San Francisco in California per la Central Pacific Railroad. Tali costruzioni rientravano nei piani della compagnia per il periodo 1874-1880. Nello contempo la società costruì un grande complesso di magazzini di stoccaggio a Edison (Washington).
Il 24 maggio 1879 Frederick Billings divenne presidente della compagnia ed attuò una drastica riorganizzazione. Il miglioramento dell'economia degli Stati Uniti permise all'azienda di uscire dalla crisi. Furono realizzate ulteriori 100 miglia di linea oltre il fiume Missouri.

### Gli insediamenti dei coloni
Nel 1886 la Northern Pacific iniziò l'attività di vendita ai coloni dei territori aprendo uffici in Germania e Scandinavia per mezzo dei quali offriva pacchetti completi di trasporto ai contadini disposti ad insediarsi nella regione del Nord-ovest-Pacifico. Il successo della compagnia fu legato al trasporto di granaglie e di cereali prodotti dagli insediamenti nella Red River Valley lungo il confine Minnesota-Dakota del Nord tra 1881 e 1890.
La ferrovia della Northern Pacific fu uno dei più importanti fattori di crescita del Dakota del Nord. Nonostante il clima fosse freddo, la coltivazione del grano si era bene adattata, ed era uno dei prodotti maggiormente commercializzati negli Stati Uniti e in Europa. I coloni tedeschi e scandinavi insediatisi con le loro grandi famiglie rifornirono di grandi quantità di granaglie Minneapolis acquistando nel contempo ogni sorta di attrezzatura e suppellettili; tutte merci che viaggiavano sui vagoni della ferrovia. La vendita dei terreni federali fu la maggiore fonte di finanziamento della Northern Pacific. Nel 1886 la compagnia aveva steso 164 miglia di ferrovia attraverso il Dakota del Nord e aggiunte 45 miglia nello stato di Washington.
Inizialmente la compagnia ferroviaria vendette gran parte delle sue fattorie a prezzi bassi agli speculatori immobiliari per realizzare incassi rapidi in contanti e alleggerire le proprie tasse annuali di possesso. Dal 1905 cambiò politica, rendendosi conto di avere svenduto troppi dei suoi terreni. In seguito al miglioramento del servizio ferroviario si poterono innalzare i prezzi. Nel 1910 le fattorie di proprietà della compagnia in Dakota del Nord erano rimaste ormai molto poche.

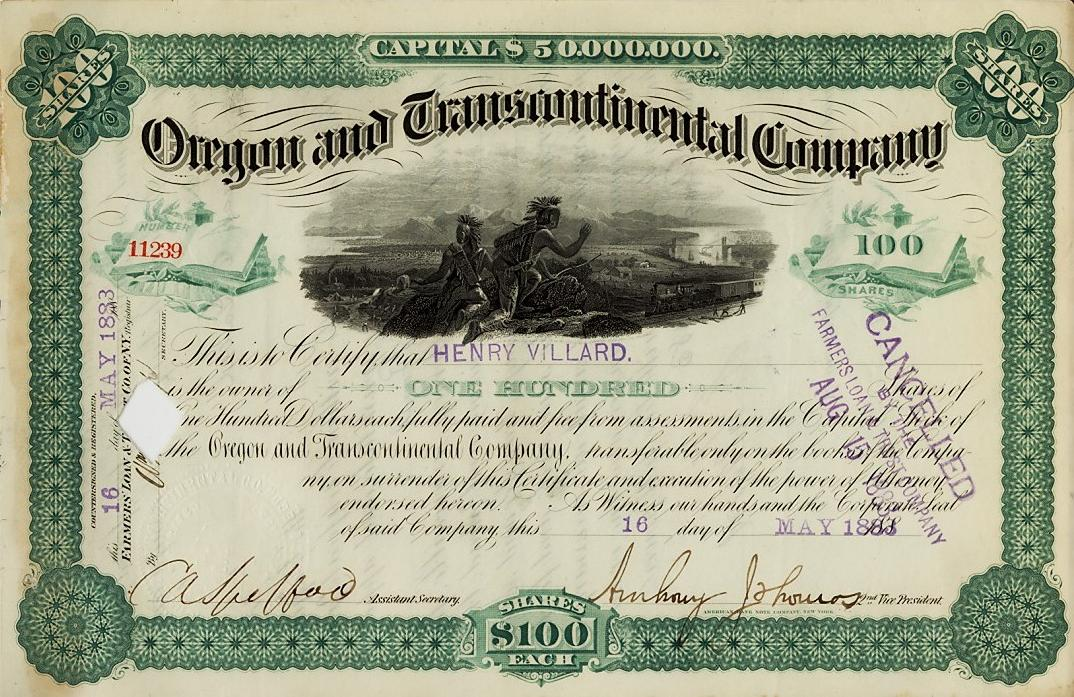
Certificato obbligazionario della Oregon and Transcontinental di Henry Villard

### La scalata della compagnia
Nel periodo 1871-1873 il giornalista di origine tedesca Henry Villard aveva raccolto capitali in Europa da investire nelle ferrovie del West. Tornato a New York nel 1874 investì tali capitali per conto dei suoi clienti nelle ferrovie dell'Oregon, fu così che molte delle ferrovie interessate divennero proprietà degli investitori europei riuniti nella conglomerata Oregon and Transcontinental Company; la più importante delle sue società era la Oregon Railway and Navigation Company, che collegava Portland, lungo la sponda sinistra del fiume Columbia collegandosi alla Oregon Short Line, di proprietà della Union Pacific Railroad, alla confluenza dei fiumi Columbia e Snake nei presi di Wallula.
Entro il decennio Villard era a capo di un impero nel nordovest Pacifico che aveva un solo competitore, la Northern Pacific. 
Il completamento della rete Northern Pacific era una minaccia per le sue aziende, nel nord-ovest e soprattutto a Portland che avrebbe perso importanza se il porto sullo stretto di Puget fosse stato collegato a Tacoma e Seattle con la ferrovia. Villard, ormai monopolista del trasporto fluviale e ferroviario in Oregon, intraprese un'operazione spericolata: utilizzando le sue conoscenze europee e forte della sua vittoria nel controllo della Kansas Pacific, raccolse 8 000 000 di dollari dai investitori, senza spiegare loro per quale operazione (un fondo detto "blind pool"), e con questi soldi cercò di acquisire il controllo di Northern Pacific. Nonostante una dura lotta, Billings e i suoi furono costretti a capitolare lasciando la presidenza il 9 giugno 1881. Nominato un curatore provvisorio il 19 giugno, il 15 settembre Villard divenne presidente.

### Completamento della rete

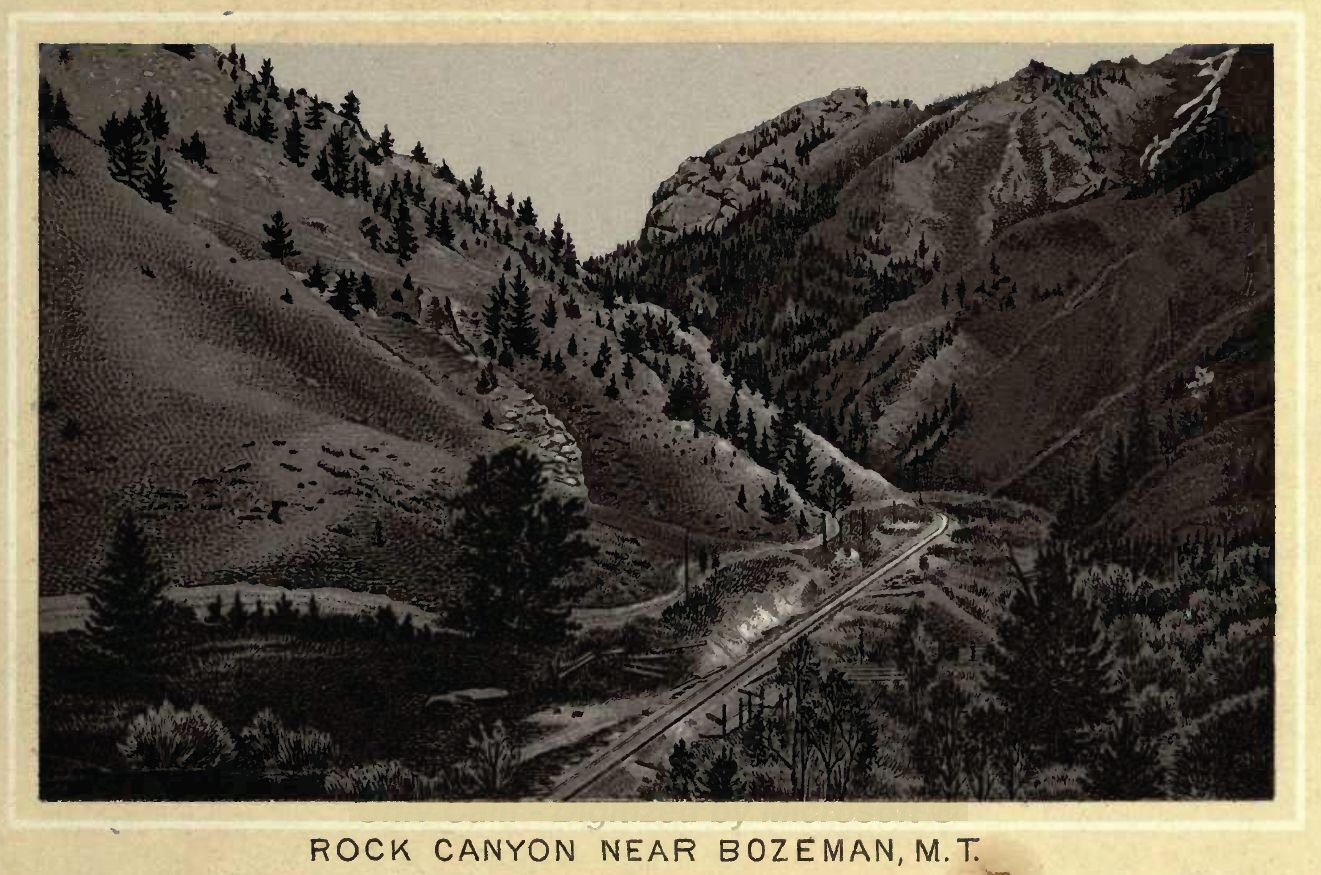
Il passo Bozeman in una foto del 1884

Nel 1882 furono aperte 360 miglia di linea principale e 368 di diramazioni, portando il totale della rete Northern a 1347 miglia e 731 miglia rispettivamente. Il 10 ottobre 1882 entrò in servizio la Wadena-Fergus Falls, in Minnesota. Il fiume Missouri fu scavalcato da un ponte costato un milione di dollari il 21 ottobre 1883, eliminando il servizio di traghettamento.
Il 15 gennaio 1883 il treno raggiunse Livingston (Montana), ai piedi del passo Bozeman. Livingston, come Brainerd e South Tacoma prima, divenne sede di officine e magazzini ferroviari. Villard pressava perché la Northern Pacific fosse completata entro il 1883. Le sue squadre dovevano consegnare 2,4 km di binari al giorno; ai primi di settembre la linea era completata. Per le celebrazioni in pompa magna che gli servivano come promozione pubblicitaria, Villard fece noleggiare quattro treni per trasportare gli ospiti dall'est fino a Gold Creek in Montana; tutte le spese erano pagate e tra gli ospiti vi erano personalità quali Frederick Billings, Ulysses S. Grant, e i suoceri di Villard. L'8 settembre 1883 il "chiodo d'oro" (gold spike) inaugurale fu piantato sulla traversa ferroviaria presso Gold Creek.
La costruzione della ferrovia fino a Seattle ebbe inizio nel 1883. Northern Pacific si estese tra Tacoma e Stuck Junction (nei pressi della futura Auburn). Venne formata la Puget Sound Railroad Company per costruire il tracciato da Stuck Junction fino ad incontrare la ferrovia a scartamento ridotto della Seattle and Walla Walla Railroad nei pressi di Renton; tale linea fu convertita e riarmata fino a Seattle. Alla fine del 1883 ben 1 400 cinesi lavoravano sulla linea, che fu pronta nella primavera del 1884.

### Verso lo stretto di Puget
Come era accaduto a Jay Cooke anche Villard subì la dilatazione dei costi di costruzione in corso d'opera. Gli speculatori di Wall Street attaccarono poco dopo il "Golden Spike"; la Northern Pacific di fatto era una ferrovia molto lunga ma poco redditizia. Villard crollò presto e lasciò la presidenza della compagnia nel gennaio del 1884.
Alla presidenza della Northern Pacific ascese un professionista del settore, Robert Harris, che era stato a capo della Chicago, Burlington and Quincy Railroad. Dalla metà degli anni 1880, la Northern Pacific pressava per raggiungere lo stretto di Puget direttamente piuttosto che aggirare il fiume Columbia. Ripresero le esplorazioni della Catena della Cascate iniziate decenni prima, finché il 19 marzo 1881 Virgil Bogue, un veterano ingegnere civile non scoprì il passo Stampede.
Nel 1884 la Northern Pacific iniziò la costruzione verso il passo Stampede da Wallula ad est e dall'area di Wilkeson ad ovest. Alla fine dell'anno i binari avevano raggiunto Yakima nello stato di Washington.
Nel gennaio del 1886 Nelson Bennett ottenne il contratto per la costruzione di un tunnel di 3 km sotto il passo Stampede con l'impegno a realizzarlo in breve tempo. In via provvisoria fu realizzata una linea di valico a zig-zag con ponti precari in legno e pendenze che raggiungevano perfino il 60 per mille, con necessità di doppia trazione per trainare esigui convogli. Il 3 maggio 1888 lo scavo era finito e il 27 maggio il primo treno vi transitava diretto verso lo stretto di Puget.

### Panico del 1893 e seconda bancarotta

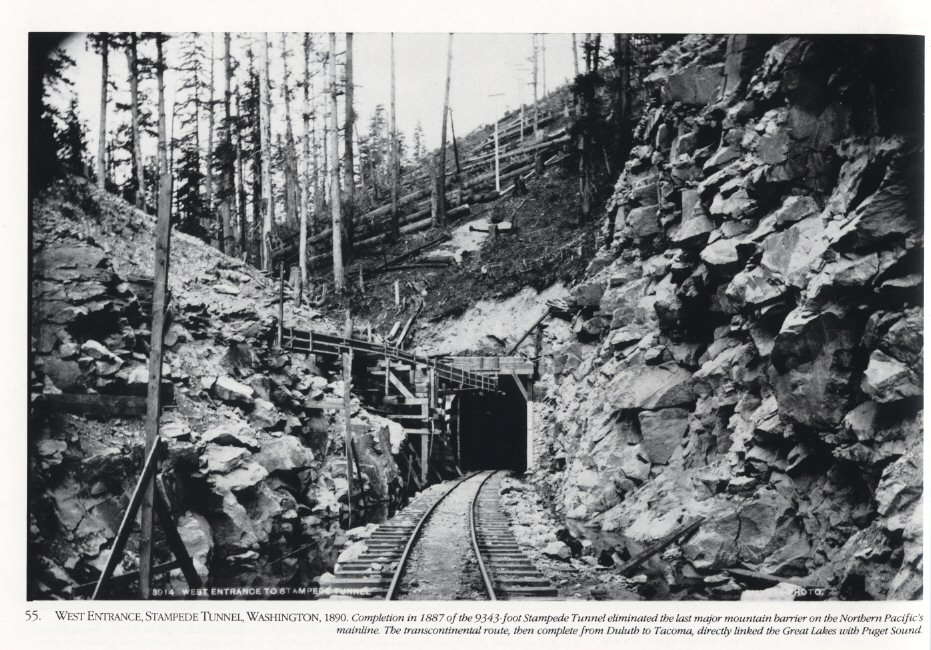
Entrata ovest del tunnel del passo Stampede

Nonostante i successi apparenti la Northern Pacific, come altre compagnie statunitensi, viveva alla giornata con forti indebitamenti. Nel 1887, e fino al 1893, Henry Villard riprese la direzione della compagnia rifiutandone però la presidenza. Un suo socio dei tempi della Kansas Pacific, Thomas Fletcher Oakes, assunse la presidenza il 20 settembre 1888 e adottò una politica fortemente aggressiva del mercato ma trovò la sua prima vera opposizione in James Jerome Hill e la sua Great Northern Railway che si stava spingendo verso ovest dalle Twin Cities verso lo stretto di Puget, raggiungendo il suo obbiettivo nel 1893.
Per controbattere la Great Northern, Villard costruì una diramazione di linea al solo scopo di occupare territorio ma senza una reale prospettiva a breve termine. Nel 1893 avvenne un nuovo crollo economico, il cosiddetto panico del 1893, trascinando al disastro le già difficili condizioni finanziarie della Northern Pacific e tutti gli interessi ferroviari collegati di Villard. Il 20 ottobre 1893 avvenne la seconda bancarotta della compagnia. Oakes fu designato come curatore e Brayton Ives divenne presidente.

### Il dopo Villard. LaMorganizzazione
Per circa tre anni avvennero battaglie legali, che coinvolsero Villard, Oakes e Ives, per il controllo della Northern Pacific. Nel 1896 fu raggiunta una soluzione temporanea nominando presidente Edward Dean Adams, ma due mesi più tardi Edwin Winter prese il suo posto.
Alla fine il compito di mettere ordine nella disastrata Northern Pacific fu attribuito al banchiere John Pierpont Morgan, la cui cura drastica aveva fatto crollare diverse società sulla scia del panico del 1893; l'attuazione delle direttive, definita al tempo "morganizzazione", fu affidata al tenente Charles Henry Coster. Il nuovo presidente, a partire dal 1º settembre 1897, fu Charles Sanger Mellen.
Durante le turbolenze dell'assetto della società nel 1896, James Hill aveva acquistato una grossa partecipazione azionaria della Northern Pacific ma Coster e Mellen seguirono una linea risolutamente indipendente per i quattro anni successivi; Hill acquisì influenza nella società nel 1903, dopo la morte precoce di Coster e la promozione di Mellen a capo della controllata di Morgan New York, New Haven e Hartford Railroad

### Progetti faraonici, manovre occulte e disastri azionari

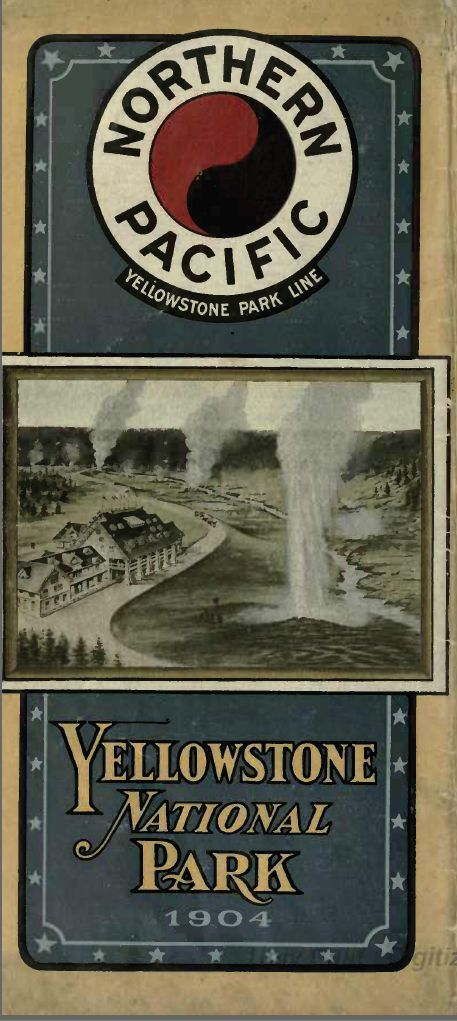
Yellowstone Park Line Brochure 1904

Verso la fine degli anni 1880 uno dei costosi, e passivi, progetti di Villard consistette nel prolungare la rete Northern Pacific dalle Twin Cities all'importante snodo ferroviario di Chicago, in Illinois. Il costoso progetto ebbe inizio con la creazione di una stazione e delle infrastrutture terminali prima ancora che la linea fosse arrivata. Piuttosto che costruire direttamente verso Chicago seguendo il Mississippi, come la Chicago, Burlington and Quincy Railroad, Villard scelse di fare un costoso contratto di leasing con la Wisconsin Central Railway nella quale erano presenti vari suoi ex soci; il contratto decadde in seguito alla bancarotta. Il risultato della scelta fu che la Northern Pacific rimase senza una connessione con Chicago, importantissimo punto di interscambio di molte compagnie ferroviarie.
Per fortuna della Northern, altri erano nella stessa situazione: James J. Hill, che controllava la Great Northern, aveva completato la Twin Cities-Puget Sound nel 1893 e cercava una connessione diretta con Chicago da acquisire per avere un accesso diretto e completo. Nello stesso frangente Edward Henry Harriman, capo della Union Pacific Railroad, cercava una compagnia che lo collegasse a Chicago. La ferrovia che entrambi cercavano di acquisire era la Chicago, Burlington and Quincy. Dopo una competizione a tre con la Northern Pacific, questa e Hill acquisirono il controllo dell'importante ferrovia con il 48,5% delle quote azionarie ciascuno.
Harriman, tuttavia, cercò di rifarsi scalando la Northern Pacific allo scopo di piazzare suoi uomini nei posti chiave. Il 3 maggio 1901 Harriman iniziò le sue mosse: a fine giornata aveva rastrellato la maggioranza di azioni privilegiate e stava comprando azioni ordinarie. La contromossa di Hill, appoggiato da J.P. Morgan, fu un ordine d'acquisto di 150 000  azioni ordinarie. Nel giro di tre giorni, però, le manovre poco pulite di Harriman e Hill avevano dissestato il mercato azionario. Le azioni Northern Pacific erano scese a 150 dollari il 6 maggio (prima erano state contrattate perfino a 1000 dollari). Harriman e Hill cercarono allora di riportare tranquillità presso gli investitori. Hill, per evitare future incursioni, collocò le sue partecipazioni nel Northern Securities Company ma la mossa fu annullata dalla Corte suprema nel 1904, sulla base della legge antitrust Sherman. Harriman fu costretto a dividere le sue partecipazioni nella Union Pacific e nella Southern Pacific Railroad poco dopo.

### Da Hill ad Elliott
Nel 1903 Hill chiuse con "Casa Morgan" e, il 23 ottobre, Howard Elliott, altro veterano della Chicago, Burlington and Quincy, divenne presidente di Northern Pacific. La sua ventennale esperienza di ciò che produceva l'esasperata concorrenza di più ferrovie sulle stesse rotte lo poneva in linea con la filosofia di Hill nel cercare una "comunione di interessi" a qualunque costo. Elliott cercò un accordo con la Great Northern (controllata da Hill), la Union Pacific (controllata da Harriman), e, tra il 1907 e il 1909, con l'ultima delle transcontinentali del nord, la Chicago, Milwaukee, St. Paul and Pacific Railroad.

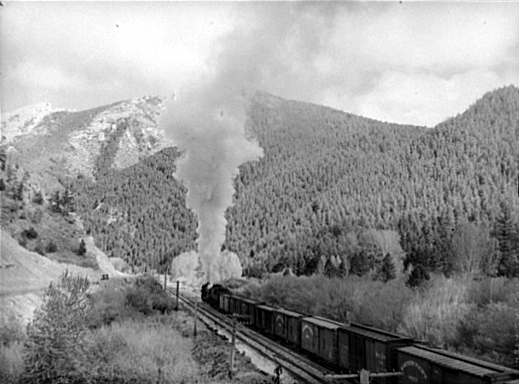
Un treno Northern Pacific sul passo Bozeman nel giugno 1939

### XX secolo
Al cambio di secolo la Northern Pacific si presentava in costante crescita. Insieme alla Great Northern aveva guadagnato il controllo della Chicago, Burlington and Quincy Railroad, importante per l'accesso a Chicago, all'area centrale del Middle West e del Texas e alla Spokane, Portland and Seattle Railway, importante rotta per l'area orientale e meridionale dello stato di Washington. La compagnia procedeva all'aggiornamento e al potenziamento con raddoppi di binario nelle zone chiave e al segnalamento sull'intera linea principale. Dal 1900 la maggior parte delle restanti proprietà terriere erano situate ad ovest del Montana. Le terre coltivabili migliori erano state vendute lasciando solo grandi aree a pascoli o per legname.
Nella città di Hinckley, sull'Highway 61, si trova l'Hlnckley Fire Museum, dedicato al grande incendio che devastò la zona, realizzato nell'ex deposito della Northern Pacific Railway (tratto Saint Paul - Duluth).

### Fusione di alcune compagnie: nasce Burlington Northern Railroad
Nel corso dei decenni avvenne un processo di accorpamento tra le grandi compagnie: il 2 marzo 1970 la Northern Pacific, la Chicago, Burlington and Quincy Railroad, la Great Northern e la Spokane, Portland and Seattle Railway si unirono a formare la Burlington Northern Railroad.
Ironicamente, la fusione si realizzò a dispetto delle antiche sentenze della Corte suprema ribaltando essenzialmente la sentenza contro Hill del 1904 sulla Northern Securities.

## Andamento del trasporto merci, 1925-1967
| Traffico merci annuale | Milioni di ton (incl. M&I, G&P) |
| ---------------------- | ------------------------------- |
| 1925                   | 6852                            |
| 1933                   | 3600                            |
| 1944                   | 14679                           |
| 1960                   | 11360                           |
| 1967                   | 13629                           |

## Organizzazione della rete Northern Pacific
Nel 1949 la direzione generale della Northern Pacific di Saint Paul presiedeva, mediante sette divisioni territoriali, una rete di 6 889 miglia (11 087 km), di cui 2 831 miglia (4 556 km) di linee principali e 4 057 miglia (6 529 km) di linee diramate.

### Divisione di Lake Superior
Sede a Duluth (Minnesota). Linee principali: da Duluth per Ashland (Wisconsin), per Staples (Minnesota) e per White Bear Lake.
Aveva giurisdizione su 631 miglia (1 015 km) di linee ferroviarie di cui, 356 miglia (573 km) principali e 274 miglia (441 km) diramate.

### Divisione di St. Paul
Sede a Saint Paul,  Minnesota. Linee principali da Saint Paul per Staples, per White Bear Lake e per Dilworth. Aveva giurisdizione su 909 miglia (1 463 km) di linee ferroviarie di cui, 310 miglia (500 km) principali e 599 miglia (964 km) diramate.

### Divisione di Fargo
Sede a Fargo (Dakota del Nord). Linea principale da Dilworth per Mandan (Dakota del Nord).
Aveva giurisdizione su 1 167 miglia (1 878 km) di linee ferroviarie di cui, 216 miglia (348 km) principali e 951 miglia (1 530 km) diramate.

### Divisione di Yellowstone
Sede a Glendive, Montana. Linee principali da Mandan per Billings (Montana), e da Billings a Livingston (Montana). 
Aveva giurisdizione su 875 miglia (1 408 km) di linee ferroviarie di cui, 546 miglia (879 km) principali e 328 miglia (528 km) diramate.

### Divisione di Rocky Mountain
Sede a Missoula, Montana. Linee principali da Livingston a Paradise via Helena (Montana) e Mullan Pass, e da Logan a Garrison, via Butte (Montana) e Homestake Pass. A Livingston aveva sede la principale centrale di riparazione e manutenzione.
Aveva giurisdizione su 892 miglia (1 436 km) di linee ferroviarie di cui, 563 miglia (906 km) principali e 330 miglia (530 km) diramate.

### Divisione di Idaho
Sede a Spokane (Washington). Linee principali da Paradise (Montana) a Yakima via Pasco (Washington). 
Aveva giurisdizione su 1 123 miglia (1 807 km) di linee ferroviarie di cui, 466 miglia (750 km) principali e 657 miglia (1 057 km) diramate.

### Divisione di Tacoma
Sede a Tacoma, Washington. Linee principali da Yakima a Stuck Junction (Auburn (Washington)), da Seattle a Sumas, al confine della Columbia Britannica, e da Seattle a Portlandin Oregon. 
Aveva giurisdizione su 1 034 miglia (1 664 km) di linee ferroviarie di cui, 373 miglia (600 km) principali e 661 miglia (1 064 km) diramate.
South Tacoma era il principale terminale occidentale per le riparazioni e manutenzioni.

## Trasporto passeggeri

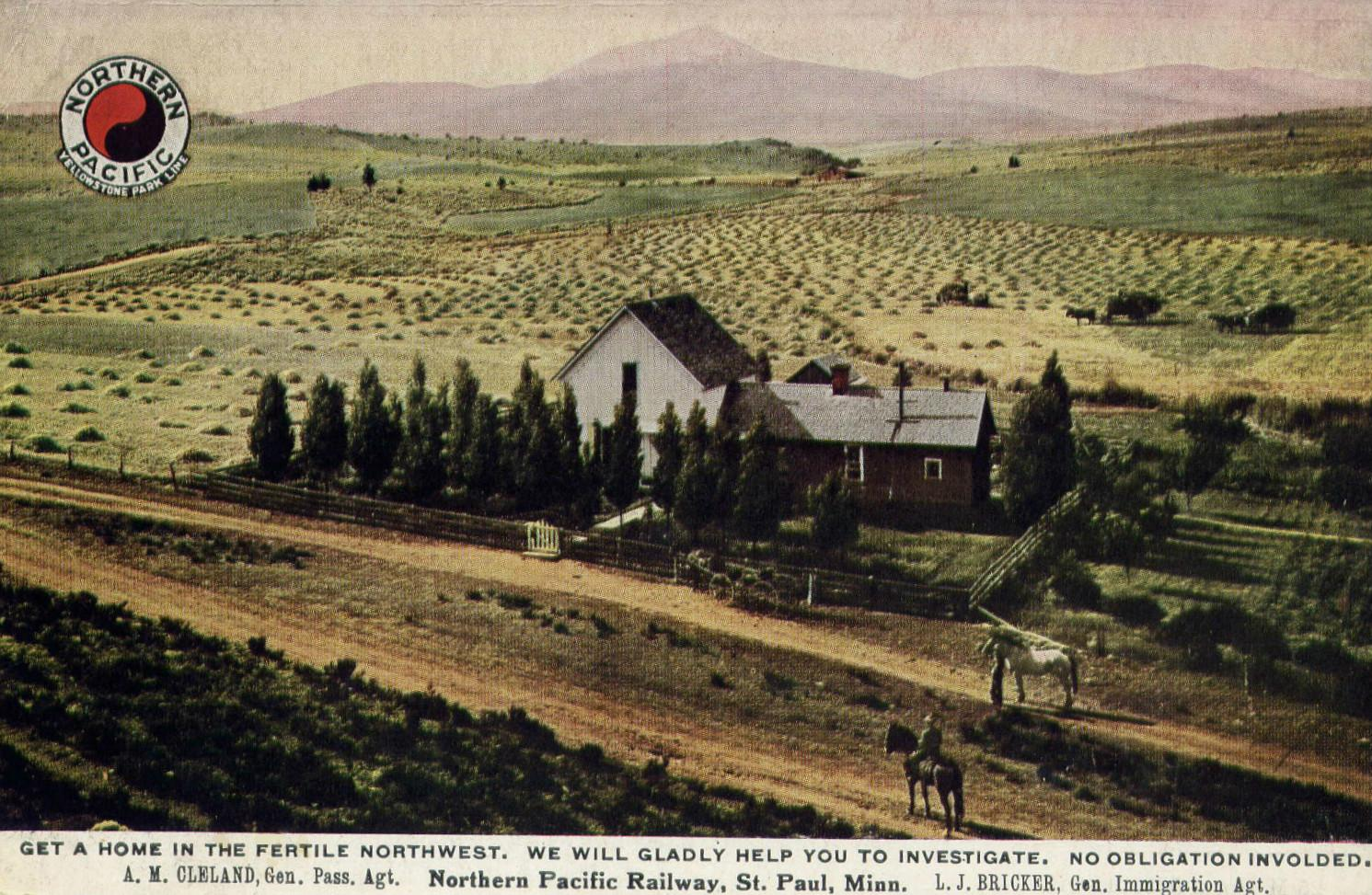
La compagnia della ferrovia incoraggiava la gente a stabilirsi nel nord-ovest tramite un' "immigration agent" e offriva viaggi di favore per i possibili acquirenti durante il periodo invernale

Dal 29 aprile 1900 la Northern Pacific mise in circolazione il North Coast Limited; fu il "treno bandiera" passeggeri della società e collegava Chicago e Seattle via Butte ed Homestake Pass; il servizio fu soppresso il 30 aprile 1971.
Northern Pacific operava anche un treno transcontinentale passeggeri denominato Alaskan, fino alla sua sostituzione con il Mainstreeter il 16 novembre 1952.
Il Mainstreeter, che operava via Helena, Montana e il Mullan Pass, continuò il servizio dopo la fusione in Burlington Northern e fino al subentro di Amtrak (1 maggio 1971).
La Northern Pacific partecipava anche all'effettuazione del Coast Pool Train, in servizio tra Portland Oregon e Seattle, insieme a Great Northern Railway e Union Pacific Railroad, fino all'avvento di Amtrak.
Prima della fusione in Burlington Northern la compagnia effettuava altri servizi passeggeri:
- Saint Paul - International Falls;
- Saint Paul - Duluth (a volte in collaborazione con Great Northern e Soo Line Railroad);
- Duluth - Staples (Minnesota);
- Saint Paul - Jamestown (ultima tratta dell'Alaskan);
- Fargo (Dakota del Nord) - Winnipeg.

## Parco rotabili
La Northern Pacific non aveva locomotive elettriche in dotazione. La trazione fu affidata prima alle locomotive a vapore e, dal periodo bellico in poi sempre più alle locomotive elettro-diesel, in composizioni multiple a comando unico per i treni di più elevata composizione.

### Locomotive a vapore
La Northern Pacific fece ampio uso di locomotive a vapore. Tra 1870 e 1889 acquistò 24 piccole locomotive di rodiggio 0-2-0 e una 0-2-0T. Tra 1881 e 1912 fu la volta di locomotive 0-3-0 con tender che acquistò in numero complessivo di 214 unità. Relativamente poche, 24 unità, furono quelle di rodiggio 0-4-0 acquistate tra 1906 e 1920 dalla Alco (Brooks). Ben rappresentate le Baldwin di rodiggio 1-3-0 con tender acquistate in numero di 171 unità tra 1881 e 1891; a queste si aggiunsero 4 unità costruite dalla Rogers nel periodo 1893-1899. Un gran numero (150) di macchina di rodiggio Prairie (1-3-1) vennero immesse in servizio tra 1906 e 1907 costruite da Alco (Brooks).
157 locomotive con tender di rodiggio 1-4-0 (Consolidation) furono acquistate tra 1883 e 1903 da Baldwin, Alco, Schenectady, Rome, Grant, Richmond. Le Mikado (1-4-1) furono costruite tutte da Alco in numero di 370 nel periodo 1904-1923. Nel 1886 La Northern acquisì anche 2 "Decapod" (rodiggio 1-5-0) dalla Baldwin. Le 2-2-0, le classiche "American", furono acquistate e usate in grande numero tra 1879 e 1890 da numerose fabriche in ragione di 284 unità. Le unità 2-2-1 si aggiunsero in numero di 3 nel 1899 e ulteriori 3 nel 1909. Altro gruppo numeroso fu quello delle 2-3-0, consegnate tra 1882 e 1907 in numero complessivo di 294 unità. 182 furono le "Pacific" (2-3-1) costruite da Baldwin e da Alco tra 1903 e 1923. Schenectady consegnò le uniche 4 unità con tale rodiggio nel 1897. 49 poderose locomotive di rodiggio 2-4-2 ("Northern") furono consegnate da Alco e Baldwin, rispettivamente 13 e 36 unità, tra 1926 e 1943. La Northern utilizzò anche 111 grandi locomotive articolate in varie configurazioni costruite dal 1907 e fino al 1944 da Alco e da Baldwin soprattutto per l'esercizio sulle linee che comprendeva i valichi più impegnativi Bozeman e Stampede Pass.

### American Locomotive Company
Le locomotive Alco della Northern Pacific erano dislocate di massima sulla parte orientale della rete, sul Lago Superiore e sulla rete della divisione si St. Paul.
| Modello    | Potenza, Hp | Quantità | Anno costr. | Numero  | Note                                                                      |
| ---------- | ----------- | -------- | ----------- | ------- | ------------------------------------------------------------------------- |
| ALCO HH    | 660         | 3        | 1940        | 600–602 | ex 125–127; prime due vendute alla controllata Walla Walla Valley Railway |
| ALCO S-1   | 660         | 1        | 1945        | 603     | ex 131                                                                    |
| ALCO S-2   | 1000        | 13       | 1941–1949   | 700–712 | ex 107–108, 113–118, 150–152                                              |
| ALCO S-4   | 1000        | 12       | 1951–1953   | 713–724 |                                                                           |
| ALCO S-6   | 900         | 1        | 1955        | 750     |                                                                           |
| ALCO RS-1  | 1000        | 4        | 1945        | 800–803 | ex 155–158                                                                |
| ALCO RS-3  | 1600        | 14       | 1953–1955   | 850–863 |                                                                           |
| ALCO RS-11 | 1800        | 18       | 1958–1960   | 900–917 |                                                                           |

### Baldwin Locomotive Works
| Modello      | Potenza, Hp | Quantità | Anno costr. | Numero  | Note                                                             |
| ------------ | ----------- | -------- | ----------- | ------- | ---------------------------------------------------------------- |
| VO-660       | 660         | 3        | 1940–1942   | 650–652 | ex 128–130                                                       |
| VO-1000      | 1000        | 28       | 1941–1945   | 400–427 | ex 109–112, 119–124, 153–154, 159–174                            |
| DRS-4-4-1500 | 1500        | 2        | 1948        | 500–501 | ex 175–176; ricostruzione nel 1959 e nel 1966 con motori EMD 567 |
| DRS-6-6-1500 | 1500        | 1        | 1948        | 525     | ex 177; ricostruzione 1959 con motore EMD 567                    |

### Electro-Motive Division
| Modello    | Potenza, Hp | Quantità   | Anno      | Numero | Note                                               |
| ---------- | ----------- | ---------- | --------- | --- | -------------------------------------------------- |
| EMC Winton | 1000        | 1          | 1938      | 100 | Ricostr. 1956 diviene EMD SW900m                   |
| EMD NW2    | 1000        | 7          | 1940–1948 | 99, 101–106 | 99 ex 115 New York, Ontario and Western, acq. 1957 |
| EMD SW7    | 1200        | 8          | 1949      | 107–114 |                                                    |
| EMD SW9]   | 1200        | 4          | 1952–1953 | 115–118 |                                                    |
| EMD SW1200 | 1200        | 59         | 1955–1957 | 119–177 |                                                    |
| EMD GP7    | 1500        | 20         | 1950–1953 | 550–569 |                                                    |
| EMD GP9    | 1750        | 176        | 1954–1958 | 200–375 |                                                    |
| EMD GP18   | 1800        | 9          | 1960      | 376–384 |                                                    |
| EMD FT     | 1350        | 22 A, 22 B | 1944      | 5400ABCD–5410ABCD | Come 6000ABCD–6010ABCD                             |
| EMD F3     | 1500        | 25 A 24 B  | 1947–1948 | 6000A-6004C, 6005B-6006C, 6500A-6509C, 6005A-6006D, 6051A-6052A, 6503C-6506C | serie 6000 per merci, 6500 per passeggeri          |
| EMD F7     | 1500        | 45 A 34 B  | 1947–1952 | 6007A-6012D, 6007B-6012B, 6013D-6018D, 6013C-6018C, 6019D-6020D, 6019C-6020C, 6050B, 6500C, 6501C-6502C, 6507C-6508C, 6509C-6512C, 6510B-6512B, 6513C, 6513B, 6550B, 6551B-6553B, |                                                    |
| EMD FP7    | 1500        | 2          | 1952      | 6600–6601 | Usate sulla St. Paul-Winnipeg per treni passeggeri |
| EMD F9     | 1750        | 39 A 32 B  | 1949–1956 | 6700C, 6700B, 6700C, 6701C, 6701B, 6702A-6704A, 6702B-6703B, 6702C, 6703A-6705A, 6703C, 6704B-6709B, 6704C, 6705C, 6706A, 6706C, 6707A, 6707C, 6710B, 7000D-7001D, 7000C-7001C, 7002D-7006D, 7002C-7006C, 7007D, 7007C, 7008D-7009D, 7008C-7009C, 7010D-7014D, 7010C-7014C, 7050A, 7051A-7051A | 6700 passeggeri, 7000 merci                        |
| EMD SD45   | 3600        | 30         | 1966–1968 | 3600–3629 |                                                    |

### General Electric
| Modello   | Potenza, Hp | Quantità | Anno costr. | Numero    | Note                                               |
| --------- | ----------- | -------- | ----------- | --------- | -------------------------------------------------- |
| GE 44-ton | 380         | 1        | 1946        | 98        | Per la manovra a South Tacoma                      |
| GE 44-Ton | 400         | 1        | 1943        | 99        | Per la manovra e le tradotte al Duluth Union Depot |
| GE U25C   | 2500        | 30       | 1964–1965   | 2500–2529 |                                                    |
| GE U28C   | 2800        | 12       | 1966        | 2800–2811 |                                                    |
| GE U33C   | 3300        | 10       | 1969        | 3300–3309 |                                                    |

### Fonti primarie e ufficiali
- Marius Robinson Campbell, Guidebook of the Western United States, Part A: The Northern Pacific Route, with a side trip to Yellowstone Park, Washington (D.C.), Government Printing Office, 1915 (archiviato dall'url originale l'8 ottobre 2006).
- Alexander M. Cleland, Land of Geysers, Yellowstone National Park, Saint Paul, General Passenger Department, Northern Pacific Railway, 1913.
- Northern Pacific Railway Company, The Official Northern Pacific Railway guide, Saint Paul, W.C. Riley, 1899.
- Northern Pacific Railway Company, Lewiston-Clarkston and the Clearwater Country, Idaho—Washington, General Passenger Department, Northern Pacific Railway, 1911.

### Altre fonti
- (EN) Kurt E. Armbruster, Orphan Road: The Railroad Comes to Seattle, 1853–1911, Pullman, Washington State University Press, 1999.
- (EN) Jeff Asay, Union Pacific Northwest; The Oregon-Washington Railroad and Navigation Company, Edmonds, Pacific Fast Mail,, 1991.
- (EN) Keith L. Bryant Jr., Encyclopedia of American Business History and Biography, Railroads in the Twentieth Century, New York, Facts on File, 1990.
- (EN) Ralph Budd, Howard Elliott, Great Northern and Northern Pacific Review of Operations from 1916 to 1923, New York, Wood, Struthers and Company, 1927.
- (EN) Edward G. Campbell, Reorganization of the American Railroad System, 1893–1900, New York, Columbia University Press, 1938.
- (EN) Alexandra Villard de Borchgrave, John Cullen, Villard: The Life and Times of an American Titan, 2001.
- (EN) Charles Donnelly, Facts About the Northern Pacific Land Grant, Saint Paul, Northern Pacific Railway, 1924.
- (EN) James Merlin Fredrickson, Railroad Shutterbug; Jim Fredrickson's Northern Pacific, Pullman, Washington State University Press, 2000.
- (EN) James Merlin Fredrickson, Washington State History Train, Tacoma, Washington State Historical Society, 1995.
- (EN) Robert L. Frey, Encyclopedia of American Business History and Biography, Railroads in the Nineteenth Century, New York, Facts on File, 1988.
- (EN) James Blaine Hedges, Henry Villard and the Railways of the Northwest, New Haven, Yale University Press, 1930.
- (EN) Ralph W. Hidy et al., The Great Northern Railway, A History, Boston, Harvard Business School Press, 1988.
- (EN) Peter J. Lewty, Across the Columbia Plain; Railroad Expansion in the Interior Northwest, 1885–1893, Pullman, Washington State University Press, 1995.
- (EN) Peter J. Lewty, To the Columbia Gateway; The Oregon Railway and the Northern Pacific, 1879–1884, Pullman, Washington State University Press, 1987.
- (EN) Macfarlane, Robert Stetson, Henry Villard and the Northern Pacific, New York, Newcomen Society in North America, 1954.
- (EN) Albro Martin, James J. Hill and the Opening of the Northwest, New York, Oxford University Press, 1976.
- (EN) Lloyd J. Mercer, Railroads and Land Grant Policy: A Study in Government Intervention, Beard Books, 1982,  pp. 198-200.
- (EN) Edward W. Nolan, Northern Pacific views: The railroad photography of F. Jay Haynes, 1876–1905, Helena, MT, Montana Historical Society Press, 1983, ISBN 0-917298-11-X.
- (EN) Schrenk, Lorenz P. e Frey, Robert L., Northern Pacific Pioneer Steam Era, St. Paul, Monad Publications, 2010.
- (EN) Schrenk, Lorenz P. e Frey, Robert L., Northern Pacific Pioneer Steam Era, Mukilteo, Hundman Publishing, 1997.
- (EN) Schrenk, Lorenz P. e Frey, Robert L., Northern Pacific Pioneer Supersteam Era 1925–1945, San Marino, Golden West Books, 1985.
- (EN) Schrenk, Lorenz P. e Frey, Robert L., Northern Pacific Railway Diesel Era 1945–1970, San Marino, Golden West Books, 1988, ISBN 9780870951022.
- (EN) Henry Villard, Memoirs of Henry Villard, New York, Houghton Mifflin, 1904.
- (EN) Olin D. Wheeler, The History of a Trade-Mark., St. Paul, Northern Pacific Railway, 1901.
- (EN) Robin W. Winks, Frederick Billings: A Life, New York, Oxford University Press, 1991.
- (EN) Carlos A. Schwantes, The Pacific Northwest: An Interpretive History, Londra, Lincoln, University of Nebraska, 1989.